# Pastinachus stellurostris
Pastinachus stellurostris  (лат.) — вид рода Pastinachus из семейства хвостоко́ловых отряда хвостоколообразных надотряда скатов. Эти рыбы обитают в тропических водах Индонезии. Их грудные плавники срастаются с головой, образуя ромбовидный диск, ширина которого превосходит длину. Рыло слегка вытянутое и заострённое. На довольно длинном хвостовом стебле присутствует  вентральный кожный киль. Максимальная зарегистрированная ширина диска 42,8 см. 

## Таксономия и филогенез
Впервые новый вид был научно описан в 2010 году. Голотип представляет собой взрослого самца с диском шириной 42,2 см, найденного на рыбном рынке и пойманного у побережья Западного Калимантана (01°10′ с. ш. 108°58′ в. д.). Паратипы: взрослый самец с диском шириной 41,5 см и самка с диском шириной 41,3 см. Видовой эпитет происходит от слов лат. stella — «звезда» илат. rostrum  — «клюв»
. 

## Ареал и места обитания
Pastinachus stellurostris обитают у берегов Индонезии, включая Борнео от Западного Калимантана до эстуария реки Капуас. Возможна ошибочная идентификация с другими видами Pastinachus. Вероятно эти  скаты распространены более широко (в водах Борнео и даже Суматры). Неполовозрелый самец, пойманный в 60 км вверх по течению от устья реки Бэн Пекон, представляет собой первую особь вида Pastinachus stellurostris, обнаруженную не у побережья Борнео. Возможно, эти скаты предпочитают пресноводное или солоноватое мелководье. 

## Описание
Грудные плавники этих скатов срастаются с головой, образуя ромбовидный диск, ширина которого превышает длину, края плавников («крыльев») закруглены. Позади глаз расположены брызгальца. На вентральной поверхности диска имеются 5 пар жаберных щелей, рот и ноздри. Между ноздрями пролегает лоскут кожи с бахромчатым нижним краем. Хвост кнутовидный, утончающийся к кончику. Позади шипов на хвостовом стебле имеется вентральная кожная складка. В центральной части диска расположены 2 крупных бляшки в виде жемчужин, а перед и позади них по небольшой колючке. Окраска дорсальной поверхности диска ровного серо-коричневого цвета. Максимальная зарегистрированная ширина диска 42,8 см. 

## Биология
Подобно прочим хвостоколообразным Pastinachus stellurostris  относятся к яйцеживородящим рыбам. Эмбрионы развиваются в утробе матери, питаясь желтком и гистотрофом. 

## Взаимодействие с человеком
Международным союзом охраны природы ещё не оценил статус сохранности данного вида.